# Wofford Terriers

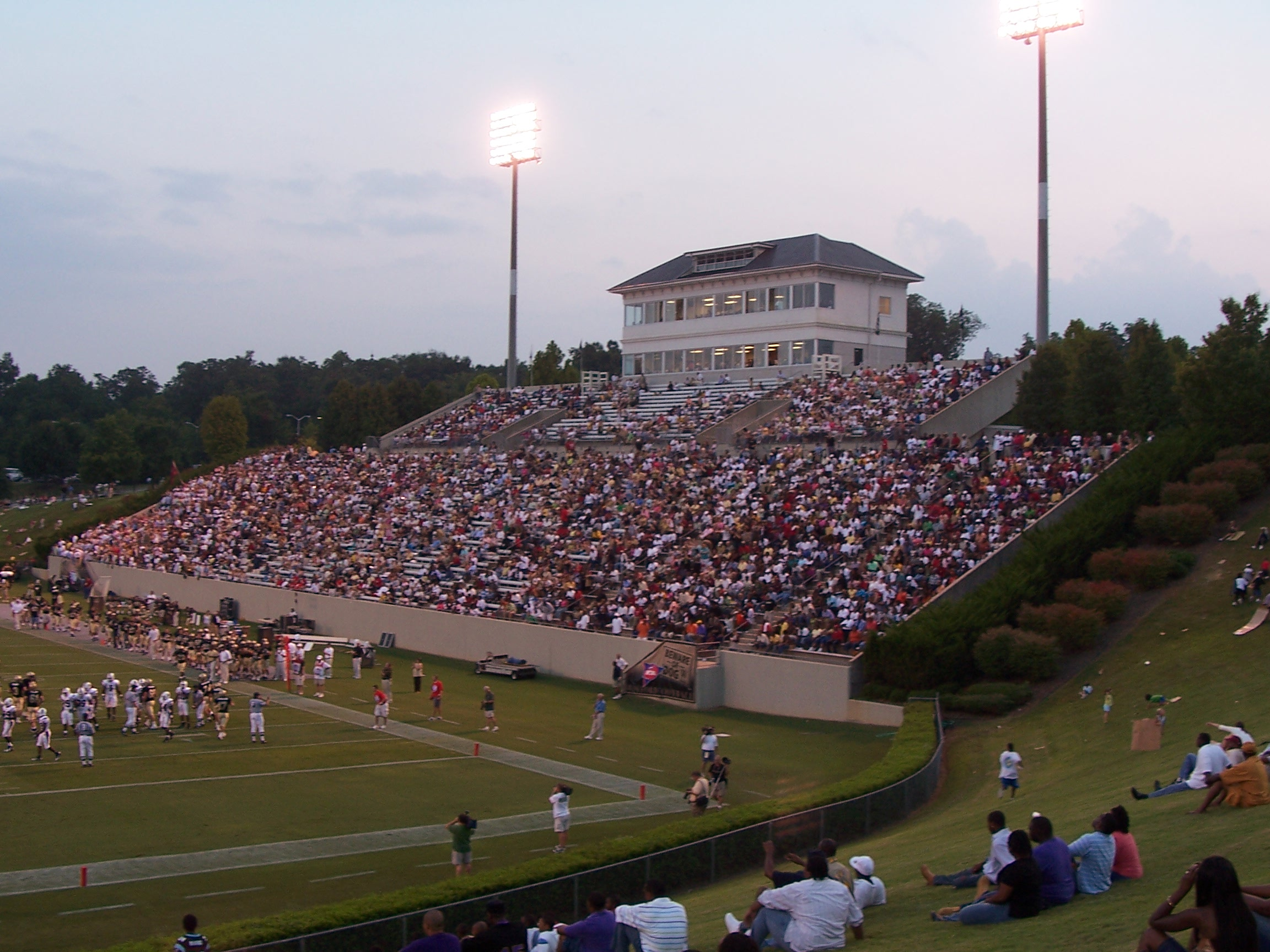
Gibbs Stadium

Wofford Terriers (español: Terriers de la Universidad Wofford) es el equipo deportivo del Wofford College, situado en Spartanburg, Carolina del Sur. Los equipos de los Terriers participan en las competiciones universitarias organizadas por la NCAA, y forman parte de la Southern Conference.

## Programa deportivo
Los Terriers participan en las siguientes modalidades deportivas:
| - Masculino - Baloncesto - Béisbol - Fútbol - Fútbol americano - Tenis - Cross - Golf - Rifle - Atletismo | - Femenino - Cross - Baloncesto - Golf - Fútbol - Voleibol - Rifle - Tenis - Atletismo |

## Baloncesto-Hombres
El entrenador es Mike Young. En los últimos seis años, cuatro de esos años el equipo de baloncesto ha ganado la Conferencia del Sur. Durante los años 2009-2010, los Terriers hicieron su primera apariencia en el torneo de la NCAA pero perdieron a Wisconsin. Al año siguiente, en 2011 los Terriers perdieron a BYU; y en 2014 los Terriers perdieron a Míchigan. Este año, 2015, los Terriers perdieron a Universidad de Arkansas. Un jugador, Brad Loesing, fue seleccionado como primer equipo All American durante el año 2011-2012 . Ahora está jugando en el extranjero en Alemania. En los últimos años nueve terriers han jugado en el extranjero y ahora hay cinco. En 2019, los Terriers ganaron el torneo del Conferencia del Sur. También por primera vez en la historia del Baloncesto de Wofford, el equipo ocupaba en la Prensa Asociada top 25. Ellos pidieron en el torneo de marzo en la segunda ronda a Kentucky. Más tarde, el entrenador de Wofford, Mike Young, renunció su posición y va a trabajar para Virginia Tech. El nuevo entrenador de baloncesto para Wofford es Jay Mcauley.

## Balconcesto-Mujeres
Edgar Farmer ha sido el entrenador de los Terriers los últimos once años. Ellos han jugado con las escuelas más grandes como: Maryland, Maine, Alabama, Xavier, Clemson y NC State. En 2012 los Terriers ganaron contra Alabama. En 2012 los Terriers también llegaron a la segunda ronda del torneo de la Conferencia del Sur.

## Béisbol
El entrenador es Todd Interdonato. Entrenador Interdonato es el segundo de todos los tiempos líder técnico en la historia de Wofford con 154 victorias. Wofford tiene varios exjugadores que juegan en las ligas menores mientras que algunos exalumnos de Wofford también han jugado en las grandes ligas. Se adjunta el vínculo con la historia del juego que incluye partituras, récords, y premios.

## Fútbol Americano
El entrenador es Mike Ayers. Wofford ha ganado cuatro campeonatos de fútbol de Conferencia Sur. En 2003 Wofford fue el ganador absoluto de la Conferencia del Sur. En 2007, 2010, y 2012 Wofford y otro equipo compartieron el título. Los Terriers han ido a los playoffs seis veces y avanzaron más lejos en 2003, cuando perdieron a Delaware. En los últimos años Wofford ha jugado contra de la División I. Muchos de los jugadores ganan premios académicos todos los años. También un jugador, Brenton Bersin, jugó para Wofford y ahora está jugando para un equipo profesional, Carolina Panthers . Este equipo es propiedad de un ex graduado de Wofford, Jerry Richardson. Todos los veranos Wofford tiene las prácticas de verano de los jugadores de los Panthers. Mucha gente viene a Wofford para ver las prácticas.

## Campo a través y Atletismo-- Hombres y Mujeres
El entrenador de estos equipos es Johnny Bomar. Bomar ha entrenado en Wofford por tres años y sus atletas establecieron varios nuevos récords de la escuela. Durante el año 2012 a 2013 en atletismo, el equipo de interior de los hombres rompió cinco récords de la escuela y ocho récords se rompieron por las mujeres. En exterior, el equipo de los hombres de Wofford rompió dos récords escolares, mientras que las mujeres rompieron 10 récords de la escuela. El equipo de las mujeres tuvo el mayor promedio de académico de, 3.61, en todos los equipos de la División I en 2013. El equipo femenino fue unos de los seis equipos en la Conferencia del Sur que fue honrado. El equipo de los hombres también fue honrado públicamente con un promedio general de 3.07 y Wofford fue sólo una de las cuatro escuelas de la Conferencia del Sur en recibir el honor.

## Fútbol- Hombres
Entrenador Polson acaba de terminar su séptimo año como entrenador en jefe. En sus primeros seis años con los Terriers, ha ayudado al equipo a ganar tres títulos totales de la Conferencia del Sur. El equipo masculino de Wofford ha ganado el campeonato de la Conferencia del Sur y ha sido seleccionado para el torneo de la NCAA. Varios jugadores han sido reconocidos a nivel nacional como uno de los mejores estudiantes-atletas en la División I.

## Fútbol- Mujeres
Amy Kiah entra en su decimosexto año como entrenador de fútbol en 2014. Bajo la dirección de Kiah en 2013, los Terriers terminaron buena y hicieron su primera aparición en el torneo de la Conferencia del Sur desde 2010. Después de derrotar UNCG en tiros de penal en la primera ronda, Wofford avanzó a su primera aparición en los cuartos de final del campeonato de la Conferencia desde 2002.

## Voleibol
El entrenador es Ron Sweet. Sweet llevó a los Terriers de vuelta al torneo de la Conferencia del Sur por la primera vez desde 2006. El equipo de voleibol de Wofford ha hecho una mejora constante en los últimos años. En 2012, Rachel Woodlee, un miembro del equipo fue seleccionado como Rhodes Scholar, el sexto de Wofford. Ganó una beca de postgrado completo a la Universidad de Oxford.